# 비브론두툼가락도마뱀붙이
비브론두툼가락도마뱀붙이(Chondrodactylus bibronii)는 비브론 틱토 게코(Bibron's thick-toed gecko), 비브론 샌드 게코(Bibron's sand gecko), 비브론 게코(Bibron's gecko)라고도 불리며, 도마뱀붙이과에 속한 도마뱀붙이의 일종이다. 이 종은 남아프리카에 자생한다.

## 생태
종명 bibronii는 일반명처럼 프랑스의 파충류학자 가브리엘 비브롱을 기려 지었다.

## 분포
비브론두툼가락은 아프리카 대륙 남부 도처에 분포한다. 남아프리카에 흔하며, 그 곳에 서식하는 도마뱀붙이 중 제일 큰 편에 속한다.
미국 남동부에 도입되었으며, 플로리다 매너티군에서 발견된다.

## 형태
비브론두툼가락은 꼬리까지 15-20cm 정도로 성장하는 평범한 크기의 도마뱀붙이다. 대부분의 도마뱀붙이보다 다부진 편이다. 암컷은 수컷보다 작은 편이다. 기본 체색은 갈색이며 등에 점무늬와 검은색 줄무늬, 흰색 점이 나있다. 아랫배는 흰색 또는 굉장히 옅은 갈색을 띈다. 막 부화한 비브론두툼가락은 뚜렷한 줄무늬와 색상 무늬를 띄지만, 반면 성체의 무늬는 좀 더 불규칙적이다.

## 습성
비브론두툼가락은 수목, 지상에 서식한다. 영역 동물이며 수컷끼리는 굉장히 사납다. 야생에서는 부속지가 사라진 개체가 흔히 발견된다.

## 번식
암컷 비브론두툼가락은 해마다 알을 두 번 낳는데, 한 번 낳을 때 두 개의 알을 낳는다.

## 참고 문헌
- Boulenger GA (1885). Catalogue of the Lizards in the British Museum (Natural History). Second Edition. Volume I. Geckonidæ, ... London: Trustees of the British Museum (Natural History). (Taylor and Francis, printers). xii + 436 pp. + Plates I-XXXII. (Pachydactylus bibronii, pp. 201–202).
- Branch WR, Bauer AM (2005). The Herpetological Contributions of Sir Andrew Smith. Society for the Study of Amphibians and Reptiles (SSAR). 80 pp. ISBN 0916984656.
- Branch, Bill (2004). Field Guide to Snakes and other Reptiles of Southern Africa. Third Revised edition, Second impression. Sanibel Island Florida: Ralph Curtis Books. 399 pp. ISBN 0-88359-042-5. (Pachydactylus bibronii, pp. 251–252 + Plate 84).
- Smith A (1846). Illustrations of the Zoology of South Africa ... Reptiles. London: Smith, Elder and Co. (Tarentola bibronii, new species, Plate 1, Figure 1).